# Constel·lació de l'Ossa Menor
L'Ossa Menor (Ursa Minor), popularment anomenada Carro Petit, Carro Menor o simplement Carro, és una constel·lació de l'hemisferi nord. És una de les 48 constel·lacions a l'origen allistades per l'astrònom grec Ptolemeu el segle ii i roman una de les 88 constel·lacions modernes.
L'element més conegut de l'Ossa Menor és l'estel Polar, que està situada en la prolongació de l'eix de la Terra, assenyalant el pol nord geogràfic, per la qual cosa els navegadors l'han fet servir com a punt de referència en les seves travessades. A part de l'estel Polar, l'Ossa Menor no té elements d'interès per a l'aficionat a l'astronomia.
A causa de la seva situació, l'Ossa Menor tan sols es pot veure a l'hemisferi nord, però en aquest hemisferi es veu tot l'any. Juntament amb la seva companya, l'Ossa Major, és un dels elements més característics del firmament a l'hemisferi nord.

## Història i mitologia

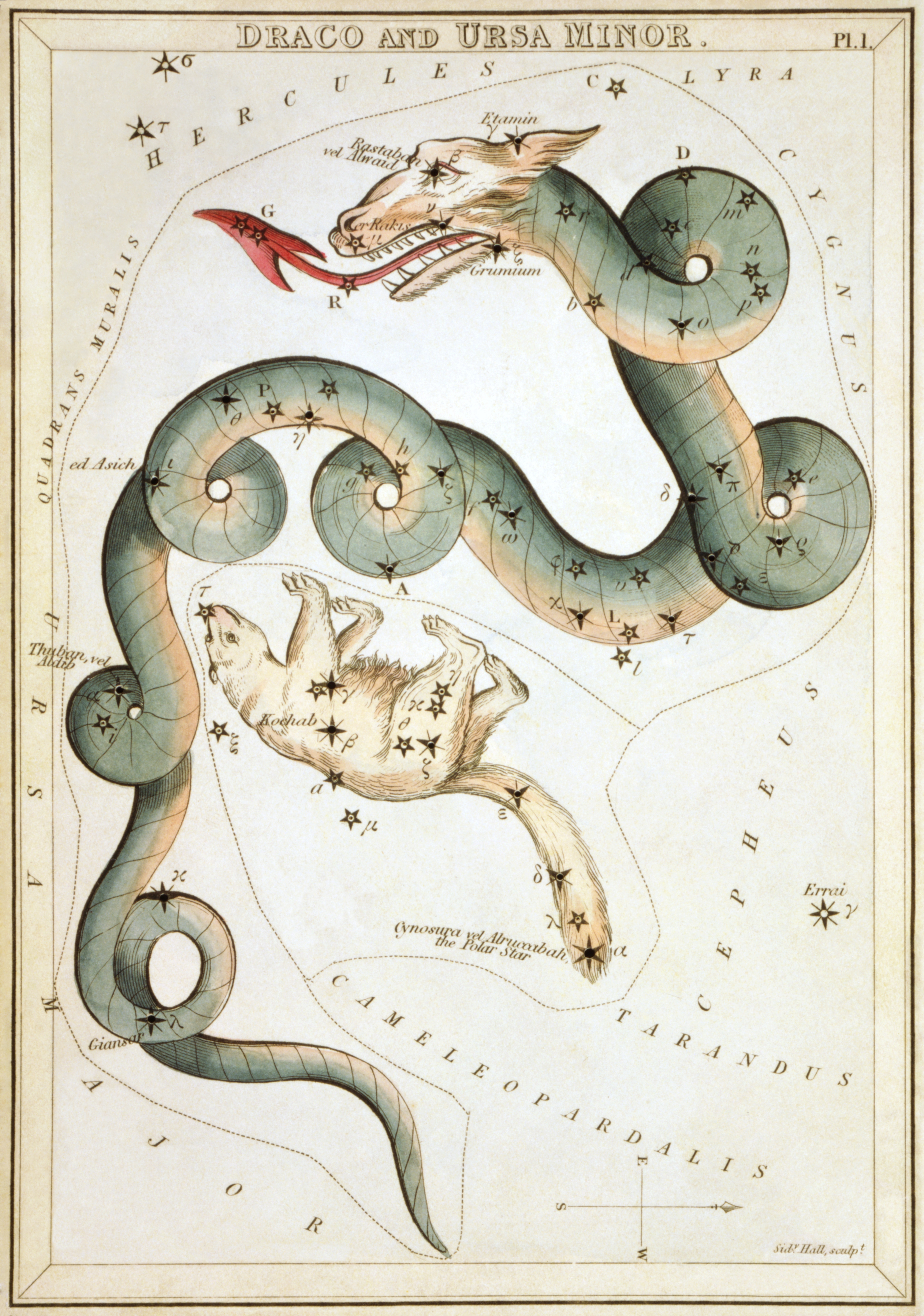
Ossa Menor, amb Draco al voltant, tal com es mostra a Urania's Mirror, un conjunt de mapes de constel·lacions publicats a Londres c. 1825

Als catàlegs d'estrelles babilònics, l'Ossa Menor era coneguda com el "Carro del cel" (MULMAR.GÍD.DA.AN.NA, també associada a la deessa Damkina). Apareix al catàleg MUL.APIN, compilat cap a l'any 1000 aC, entre les "Estrelles d'Enlil", és a dir, el cel del nord.
Segons Diògenes Laerci, citant Cal·límac, Tales de Milet "va mesurar les estrelles del vagó per on navegaven els fenicis". Diògenes els identifica com la constel·lació de l'Ossa Menor, que pel seu ús informat pels fenicis per a la navegació al mar també es va anomenar Phoinikē. La tradició d'anomenar "ossos" a les constel·lacions del nord sembla ser genuïnament grega, encara que Homer es refereix només a un sol "os". L'"os" original és, per tant, l'Ossa Major, i l'Ossa Menor va ser admesa com a segona, o "Ossa fenici" (Ursa Phoenicia, per tant, Φοινίκη, Phoenice) només més tard, segons Estrabó (I.1.6, C3) a causa d'un suggeriment per Tales, que el va suggerir com a ajuda a la navegació als grecs, que havien estat navegant per l'Ossa Major. A l'antiguitat clàssica, el pol celeste estava una mica més a prop de Beta Ossa Menor que d'Alpha Ossa Menor, i es va prendre tota la constel·lació per indicar la direcció nord. Des de l'època medieval, s'ha tornat convenient utilitzar l'Alpha Ossa Menor (o "Polaris") com a Estrella Polar. (Tot i que, a l'època medieval, Polaris encara estava a diversos graus de distància del pol celeste.) Ara, Polaris es troba a 1° del pol nord celeste i segueix sent l'estrella polar actual. El seu nom neolatí d'stella polaris va ser encunyat només a principis del període modern.
El nom antic de la constel·lació és Cynosura (en grec Κυνοσούρα "cua de gos"). L'origen d'aquest nom no és clar (el fet de ser l'Ossa Menor una "cua de gos" implicaria que una altra constel·lació propera és "el gos", però no es coneix aquesta constel·lació). En canvi, la tradició mitogràfica de Catasterismi fa de Cynosura el nom d'una nimfa d'Orèades descrita com una infermera de Zeus, honrada pel déu amb un lloc al cel. Hi ha diverses explicacions proposades per al nom Cynosura. Un suggeriment el connecta amb el mite de Cal·listo, amb el seu fill Arcas substituït pel seu gos sent col·locat al cel per Zeus. Altres han suggerit que una interpretació arcaica de l'Ossa Major era la d'una vaca, formant un grup amb Boötes com a pastor i l'Ossa Menor com a gos. George William Cox ho va explicar com una variant de Licosura, entesa com a "cua de llop", però per ell etimologitzada com a "raça, o tren, de llum" (és a dir, λύκος "llop" vs. λύκ- "llum"). Allen assenyala el nom irlandès antic de la constel·lació, "ruta de foc" arrossegada per a la seva comparació. Brown (1899) va suggerir un origen no grec del nom (un préstec d'un accadi An-nas-sur-ra "de gran alçada").
Un mite alternatiu parla de dos ossos que van salvar Zeus del seu pare assassí Cronos amagant-lo al mont Ida. Més tard, Zeus els va posar al cel, però les seves cues es van fer llargues des que el déu els va pujar al cel.
Donat que l'Ossa Menor consta de set estrelles, la paraula llatina per "nord" (és a dir, on apunta Polaris) és septentrio, de septem (set) i triones (bous), de set bous que condueixen una arada, que també s'assemblen a les set estrelles. Aquest nom també s'ha unit a les principals estrelles de l'Ossa Major.
En l'astronomia inuit, les tres estrelles més brillants (Polaris, Kochab i Pherkad) eren conegudes com Nuutuittut "mai es mouen", encara que el terme s'utilitza més sovint en singular per referir-se només a Polaris. L'estrella polar és massa alta en el cel a latituds del nord més llunyanes per ser útil en la navegació. En l'astronomia xinesa, les principals estrelles de l'Ossa Menor es divideixen entre dos asterismes: Curva Array|勾陳 Gòuchén (Matriu corba) (including α UMi, δ UMi, ε UMi, ζ UMi, η UMi, θ UMi, λ UMi) i
北極 Běijí (Pol nord) (inclòs β UMi i γ UMi).

## Característiques
L'Ossa Menor limita amb Camelopardalis a l'oest, Draco a l'oest i Cefeu a l'est. Amb 256 graus quadrats, ocupa el lloc 56 de les 88 constel·lacions en mida. L'Ossa Menor és coneguda col·loquialment als Estats Units com a Osssa petita perquè les seves set estrelles més brillants semblen tenir la forma d'un os (culs o cullera). L'estrella a l'extrem del mànec del bol és Polaris. També es pot trobar Polaris seguint una línia a través de les dues estrelles —Alpha i Beta Osses Majors, popularment anomenades Pointers— que formen l'extrem del "bol" de l'Ossa Major, durant 30 graus (tres punys verticals al llarg dels braços) a través del cel nocturn. Les quatre estrelles que constitueixen el bol de l'Ossa Petit són de segona, tercera, quarta i cinquena magnituds, respectivament, i proporcionen una guia fàcil per determinar quina magnitud són les estrelles visibles, útils per als habitants de la ciutat o per provar la vista.
L'abreviatura de tres lletres de la constel·lació, adoptada per la IAU (Unió Astronòmica Internacional) el 1922, és "UMi".[21] Els límits oficials de les constel·lacions, tal com els va establir l'astrònom belga Eugène Delporte el 1930, estan definits per un polígon de 22 segments (il·lustrat a la caixa d'informació). En el sistema de coordenades equatorials, les coordenades d'ascensió recta d'aquestes fronteres es troben entre les 08h 41,4m i les 22h 54,0m, mentre que les coordenades de declinació van des del pol celeste nord fins als 65,40° al sud. La seva posició a l'extrem hemisferi celeste significa que tota la constel·lació només és visible per als observadors de l'hemisferi nord. La seva posició a l'extrem hemisferi celeste significa que tota la constel·lació només és visible per als observadors de l'hemisferi nord.

## Estrelles

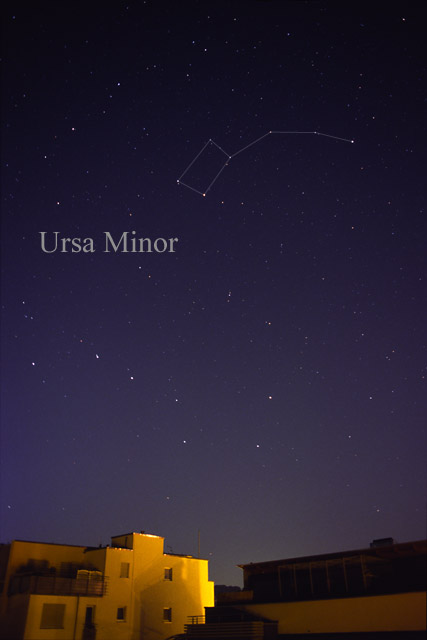
La constel·lació de l'Ossa Menor tal com es pot veure a ull nu (amb connexions i etiqueta afegida). Observeu les set estrelles de l'Ossa Major que formen l'Ossa Major i després feu una línia des de les estrelles més externes de l'Ossa Major (de vegades anomenades "punters") fins a Polaris.

El cartògraf alemany Johann Bayer va utilitzar les lletres gregues alfa a theta per etiquetar les estrelles més destacades de la constel·lació, mentre que el seu compatriota Johann Elert Bode va afegir posteriorment iota a través de phi. Només lambda i pi continuen en ús, probablement per la seva proximitat al pol nord celeste. Dins dels límits de la constel·lació, hi ha 39 estrelles més brillants o iguals que la magnitud aparent 6,5.
Marcant la cua de l'Osa Menor, Polaris, o Alpha Ursae Menor, és l'estrella més brillant de la constel·lació, que varia entre magnituds aparents 1,97 i 2,00 durant un període de 3,97 dies. Situat a uns 432 anys llum de la Terra, és una supergegant de color groc-blanc que varia entre els tipus espectrals F7Ib i F8Ib, i té unes 6 vegades la massa del Sol, 2.500 vegades la seva lluminositat i 45 vegades el seu radi. Polaris és l'estrella variable Cefeida més brillant visible des de la Terra. És un sistema estel·lar triple, l'estrella primària supergegant que té dues estrelles companyes de seqüència principal de color groc-blanc que es troben a 17 i 2.400 unitats astronòmiques (UA) de distància i triguen 29,6 i 42.000 anys respectivament a completar una òrbita.
Tradicionalment anomenada Kochab, Beta Ursae Menor, amb una magnitud aparent de 2,08, és una mica menys brillant que Polaris. Situat a uns 131 anys llum de la Terra, és un gegant taronja —una estrella evolucionada que ha consumit l'hidrogen del seu nucli i s'ha desplaçat de la seqüència principal— de tipus espectral K4III. Lleugerament variable durant un període de 4,6 dies, Kochab ha tingut la seva massa estimada en 1,3 vegades la del Sol mitjançant la mesura d'aquestes oscil·lacions. Kochab és 450 vegades més lluminós que el Sol i té 42 vegades el seu diàmetre, amb una temperatura superficial d'aproximadament 4.130 K. S'estima que té uns 2.950 milions d'anys, ± 1.000 milions d'anys, es va anunciar que tenia un company planetari al voltant de 6,1 vegades més massiu que Júpiter amb una òrbita de 522 dies.